# 欧州宇宙運用センター
欧州宇宙運用センター（おうしゅううちゅううんようセンター、英語: European Space Operations Centre、ESOC）は、欧州宇宙機関(ESA)の衛星と宇宙探査機の運用を行っている機関。ドイツのダルムシュタットに所在。ESAの宇宙計画の多くのミッションコントロールがここで行われている。設立は1967年で、60以上の欧州の宇宙計画を執り行っている。また、ESOCは地上局とアンテナのESTRACKネットワークの遠隔運用を行っている地上施設コントロールセンター(Ground Facilities Control Centre、GFCC)も収容している。
現在、ESOCはXMM-Newton、クラスター2、Envisat、インテグラル、マーズ・エクスプレス、ロゼッタ、ビーナス・エクスプレス、GOCE、ハーシェル宇宙望遠鏡、プランク、CryoSatを運用し、その他近年ではスマート1、カッシーニ、ERS-2などが運用されていた。
また、LISA パスファインダー、ADM-Aeolus、SWARM、センチネル、ガイア計画などが準備中である。MetOp-AなどはLEOPの運用のみを行い、その後は欧州気象衛星開発機構に引き渡している。
また、監視・制御などさまざまに適応できるソフトウェア基盤(SCOS 2000)など現在や将来の計画の支援に必要とされる技術基盤の開発を行っている

## 運用施設
宇宙科学データの処理には宇宙機からの信号の受信が可能な追跡・通信用地上局のネットワークの設置と、追跡ネットワークからの情報を編集・処理する中央施設の2種の技術が必要とされる。
欧州の地上基地ネットワークはベルギーのルデュ、アラスカのフェアバンクス、ノルウェーのスヴァールバル諸島、イギリス領のフォークランド諸島の4箇所の地上局から構成されている。欧州宇宙運用センターはこれらを統括する中央施設になっている。

## 歴史
センターの施設は当初はESDACとされており、本質的に大規模メインフレームコンピューターやコンピューター群を指していた。リカバリデータを分析と研究に使うことを望む組織内のスタッフや、来訪した科学者の両方が利用できるように作られていた。ESDACは後にESOCと改名された。1966年のBannier Reportの後に、宇宙機運用全体の実行権限を持つようになった。ESOCの管理者もESRANGEやESTRACKに責任を持つようになった。

## 関連画像
- 外観
- ESOCへの入り口